# Joy (magazin)
A Joy egy nőknek szóló nemzetközi divatmagazin. Tulajdonosa Jürg Marquard.

## Fő témái
Divat, szépségápolás, sztárvilág, szerelem, párkapcsolat.

## A magyarországi magazin
A magazin Magyarországon 1998 óta jelenik meg; a Marquard Media Magyarország adja ki. A Joy Magyarország legnagyobb eladott példányszámú női havi magazinja.

## A Joy külföldön
A Joy a következő külföldi országokban jelenik meg: Németország, Ausztria, Svájc, Szerbia, Románia, Montenegró, Cseh Köztársaság, Lengyelország, Oroszország, Bulgária, Ukrajna, Indonézia.

## Vita Andy Vajnával a Joy TV névről
2016 nyarán a TV2 Média Csoport Kft. fontos jogi vitát vesztett el, még mielőtt megkezdte volna a sugárzást a Joy TV-nek nevezett új csatorna.
Az Andy Vajna kormánybiztos kezére került TV2 Média Csoport Kft. JoyTV néven kívánt új csatornát indítani és regisztráltatni kívánta joytv.hu doménnevet, ahol egy darabig a TV2 tartalmai voltak elérhetők. A Marquard Media Magyarország azonban az Internetszolgáltatók Tanácsánál (ISZT) megtámadták a TV2 Média Csoport Kft. regisztrációs kérelmét. Az ügyben az ISZT-hez tartozó Tanácsadó Testület (TT) határozatot hozott, amelyben a panaszos Marquardnak adtak igazat, és eltiltották Andy Vajnáékat a joytv.hu internetcím használatától.
Ezt megelőzően, a TV2 Csoport Kft. 2016. április 25-én illetve május 9-én több védjegybejelentést nyújtott be a Szellemi Tulajdon Nemzeti Hivatalánál a JOY TV szó, majd 2016. május 9-én a Joy TV ábrás megjelölés lajstromozása iránt. Az SZTNH adatbázisa szerint a védjegybejelentési eljárások folyamatban vannak. Mindkét védjegybejelentést védjegyként lajstromozták a TV2 Csoport Kft. javára.
A www.joytv.hu címen nem a TV2 honlapja volt látható, hanem sokáig egy hibaüzenet. 2021-ig a JoyTV keresőkifejezés a Marquard Group Hungary Kiadó honlapjára vezetett át, ám ilyen TV-csatornáról semmiféle információ nem volt található. A lap utoljára 2021. október 8-án 12:51-kor frissült.

## Főszerkesztők
- 2001–2013: Anry-Soós Éva[10]
- 2015–2019: Balogh Edina[1]
- 2019–2024: Alberti Petra[2]
- 2025-: Vadász Emese